# James Read
James Christopher „Jim” Read (ur. 31 lipca 1953 w Buffalo) – amerykański aktor telewizyjny, teatralny i filmowy.

## Życiorys

### Wczesne lata
Przyszedł na świat w Buffalo w stanie Nowy Jork jako drugie z trojga dzieci w dobrze prosperującej rodzinie dostawcy usług telekomunikacyjnych. Wychowywał się w Schenectady wraz ze starszym bratem i młodszą siostrą. W 1976 roku ukończył prawo na University of Oregon  w Eugene w stanie Oregon. Uczęszczał do Centrum Teatralnego w Denver w Kolorado. Debiutował na scenie off-Broadwayu i przez trzy sezony grał w lokalnym teatrze; The Denver Center Theatre Company. W 1998 roku ukończył również psychologię na Pepperdine University w Malibu w stanie Kalifornia.

### Kariera
Wystąpił po raz pierwszy na małym ekranie w roli Herba Sawyera w popularnym sitcomie NBC Zdrówko oraz jako Murphy Michaels w pierwszym sezonie serialu kryminalnego Detektyw Remington Steele. W 1984, po tragicznej śmierci starszego brata, zastanawiał się nad rezygnacją z zawodu.
Przełomem w karierze była rola George’a Hazarda w miniserialu z 1985 roku – ekranizacji książki Johna Jakesa, Północ – Południe i dwóch sequelach – z 1986 i 1994 roku. Przygotowując się do tej roli, spędził kilka tygodni na rancho swojego partnera z planu; Patricka Swayze, który uczył go jazdy konno. Wcielił się też w postać legendy kina – Carego Granta w miniserialu biograficznym Biedna mała bogata dziewczynka z Farrah Fawcett w roli tytułowej. W serialu Czarodziejki wystąpił w roli ojca tytułowych bohaterek.
Od czasu do czasu pojawia się w produkcjach kinowych, m.in.: Legalna blondynka oraz w scenach ostatecznie nie wykorzystanych w jej sequelu Legalna blondynka 2.

### Życie prywatne
Wysoki (188 cm wzrostu), leworęczny, w latach 1973-78 był żonaty z Lorą Lee, która oskarżyła go o zdradę, a rozwód zmienił się w publiczne pranie brudów. W 1988 roku ożenił się powtórnie, z młodszą o jedenaście lat aktorką; Wendy Kilbourne, którą poznał w maju 1983 roku na planie Północ-Południe, gdzie grali małżeństwo. W 1996 roku, gdy jego żona urodziła martwe dziecko, chciał porzucić aktorstwo. W 1998 roku, zamieszkali w Santa Barbara w stanie Kalifornia. Mają dwoje dzieci – syna Jacksona (ur. 1991) i córkę Sydney (ur. 1995). Interesuje się żeglarstwem, tenisem i muzyką.

## Filmografia

### Filmy fabularne
- 19xx: A Journey of Love
- 1983: Błękitny grom (Blue Thunder) jako policjant
- 1984: Inicjacja (The Initiation) jako Peter
- 1985: Midas Valley (TV) jako Josh Landau
- 1985: Lace II (TV) jako Daryl Webster
- 1987: Rodzina zastępcza (Celebration Family, TV) jako James Marston
- 1988: Spisek ośmiu (Eight Men Out) jako Claude „Lefty” Williams
- 1988: Wariatki (Beaches) jako Michael Essex
- 1990: Columbo: Zemsta dentysty (Columbo: Uneasy Lies the Crown) (TV) jako dr Wesley Corman
- 1990: Lola (TV) jako Peter Baltic
- 1990: Znowu Hannibal (Back to Hannibal: The Return of Tom Sawyer and Huckleberry Finn, TV) jako Hugh
- 1992: Zbrodnie z miłości (Love Crimes) jako Stanton Gray
- 1992: Syn prezydenta (The President’s Child) jako senator James Guthrie
- 1995: Inna kobieta (The Other Woman, TV) jako Michael Bryan
- 1995: When the Dark Man Calls jako detektyw Michael Lieberman
- 1996: Gra z fortuną (Full Circle) jako sędzia Carter
- 1996: Żniwo ognia (Harvest of Fire) jako Scott
- 1997: Kroczący grom (Walking Thunder) jako Abner Murdock
- 1998: Śledząc śmierć (Indiscreet) jako Zachariah Dodd
- 2001: Legalna blondynka (Legally Blonde) jako ojciec Elle
- 2001: To nie jest kolejna komedia dla kretynów (Not Another Teen Movie) jako ojciec Prestona
- 2003: Legalna blondynka 2 (Legally Blonde 2: Red, White & Blonde) jako ojciec Elli
- 2005: Zupełnie jak miłość (A Lot Like Love) jako Brent Friehl
- 2006: Going to Pieces: The Rise and Fall of the Slasher Film
- 2009: Sława (Fame) jako ojciec Alice
- 2010: All Signs of Death jako Westin Nye
- 2011: Talker jako CO

### Seriale TV
- 1982-83: Detektyw Remington Steele (Remington Steele) jako Murphy Michaels
- 1987: Shell Game jako John Reed
- 1998: Push
- 2001-2006: Czarodziejki (Charmed) jako Victor Bennett
- 2002-2005: American Dreams jako George Mason
- 2005-2008: Rączy Wildfire (Wildfire) jako Ken Davis
- 2010: Persons Unknown jako Fairchild
- 2014-2017: Dni naszego życia (Days of Our Lives) jako Clyde Weston

### Miniseriale TV
- 1985: Północ – Południe (North and South) jako George Hazard
- 1985: Robert Kennedy i jego czasy (Robert Kennedy & His Times) jako Teddy Kennedy
- 1986: Północ – Południe II (North and South II) jako George Hazard
- 1987: Biedna mała bogata dziewczynka (Poor Little Rich Girl: The Barbara Hutton Story) jako Cary Grant
- 1994: Niebo i piekło: Północ – Południe III (Heaven & Hell: North & South, Book III) jako George Hazard

### Seriale TV – występy gościnne
- 1982: Zdrówko (Cheers) jako Herb 'H.W.' Sawyer
- 1983: Hotel jako Pike
- 1983: Fantastyczna wyspa (Fantasy Island) jako Eddie Random
- 1983: Trapper John, M.D. jako Ace Bukowski
- 1984: Matt Houston jako Fletcher/Jason Haywood
- 1984: Jessie jako The Streak
- 1984: Niebezpieczne ujęcia (Cover Up)
- 1990: Midnight Caller jako Richard Clark
- 1991: Księżniczka (Princesses) jako Michael Decrow
- 1994: Heaven Help Us jako Max
- 1996: Pan Złota Rączka (Home Improvement) jako kapitan Jenkins
- 1996: Nowe przygody Supermana (Lois & Clark: New Adventures of Superman) jako Jack Olsen
- 1997: The Cape jako Jeff
- 1997: Siódme niebo (7th Heaven) jako Bill Sanders
- 1997: Diagnoza morderstwo (Diagnosis Murder) jako David McReynolds
- 1997: The Cape jako Jeff
- 1999: Portret zabójcy (Profiler) jako James Lofton
- 2001: Dotyk anioła (Touched by an Angel) jako Nick
- 2001: Star Trek: Voyager jako Jaffen
- 2002: Sabrina, nastoletnia czarownica (Sabrina, the Teenage Witch) jako Ben
- 2002: Becker jako Dan
- 2005: Jordan w akcji (Crossing Jordan) jako Dean William Hargrave
- 2006: Pepper Dennis jako pan Brinkman
- 2008: Dowody zbrodni (Cold Case) jako prof. Robert Borecki
- 2010: Bez powrotu (In Plain Sight) jako Damon Schmidt
- 2011: Castle (Castle) jako Anton McHugh
- 2012: CSI: Kryminalne zagadki Nowego Jorku (CSI: NY) jako Robert Monroe
- 2017: Tacy jesteśmy (This Is Us ) jako Duffy Collins
- 2018: Agenci NCIS (NCIS: Naval Criminal Investigative Service) jako Alan Newhall

### Reżyser
- 2008: Rączy Wildfire (Wildfire, serial TV 2005-2008), odcinek 4.10 „The Comeback"